# Theodor Claassen

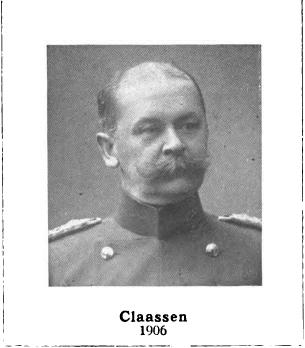
Theodor Claassen (1906)

Theodor Gustav Heinrich Claassen (* 12. Februar 1854 in Breslau; † 23. Dezember 1913 in Wiesbaden) war ein preußischer Generalleutnant.

## Leben
Claassen war der Sohn eines Rittergutsbesitzers und dessen Ehefrau, einer geborenen Horn. Er besuchte das Maria-Magdalenen-Gymnasium in seiner Heimatstadt und legte am Gymnasium in Oels sein Abitur ab.
Am 3. April 1873 trat Claassen als Dreijährig-Freiwilliger in das 2. Posensche Infanterie-Regiment Nr. 19 der Preußischen Armee und avancierte bis Mitte Oktober 1874 zum Sekondeleutnant. Er fungierte von Anfang Januar 1878 bis Mitte März 1881 als Adjutant des Füsilier-Bataillons und wurde anschließend als Adjutant des I. Bataillons im Infanterie-Regiment Nr. 99 nach Posen versetzt. Claassen stieg im Juni 1884 zum Premierleutnant auf und absolvierte ab Oktober 1884 für drei Jahre die Kriegsakademie in Berlin. Ab April 1889 war er auf ein Jahr zur Dienstleistung beim Großen Generalstab kommandiert und wurde Ende März 1890 unter Beförderung zum Hauptmann in den Generalstab der Armee versetzt. Nach Verwendung im Generalstab des II. Armee-Korps und der 16. Division trat er mit der Ernennung zum Kompaniechef im Infanterie-Regiment „von Boyen“ (5. Ostpreußisches) Nr. 41 am 25. März 1893 in den Truppendienst zurück. Unter Überweisung zum Großen Generalstab erfolgte Mitte November 1894 seine Rückversetzung in den Generalstab der Armee. Claassen avancierte Mitte September 1895 zum Major. Als solcher wurde er am 15. Juni 1898 in den Generalstab des Gouvernements nach Straßburg versetzt. Daran schloss sich ab dem 29. März 1900 eine Verwendung im Infanterie-Regiment Nr. 137 in Hagenau an. Vom 18. April 1900 bis zum 21. März 1902 war er Kommandeur des I. Bataillons, trat anschließend in den Regimentsstab über und stieg Ende April 1902 zum Oberstleutnant auf. Unter Versetzung in den Generalstab des Armee wurde Claassen am 18. Juni 1903 zum Chef des Stabes des Gouvernements Thorn ernannt und am 16. März 1905 zum Oberst befördert. Vom 10. April 1906 bis 26. Januar 1909 war er Kommandeur des 6. Rheinischen Infanterie-Regiments Nr. 68 und sein Regimentschef Ferdinand von Rumänien zeichnete ihn mit dem Komturkreuz des Ordens der Krone von Rumänien aus. Als Generalmajor hatte er dann das Kommando über die 13. Infanterie-Brigade in Magdeburg, wurde am 27. Januar 1912 unter vorläufiger Belassung in seiner Stellung zum Generalleutnant befördert und am 8. Februar 1912 als Kommandeur der 34. Division nach Metz versetzt. In dieser Eigenschaft erhielt er im Juni 1913 den Stern zum Roten Adlerorden II. Klasse mit Eichenlaub.
Claassen war mit Anna Studenrauch verheiratet, mit der er einen Sohn hatte.